# Firato

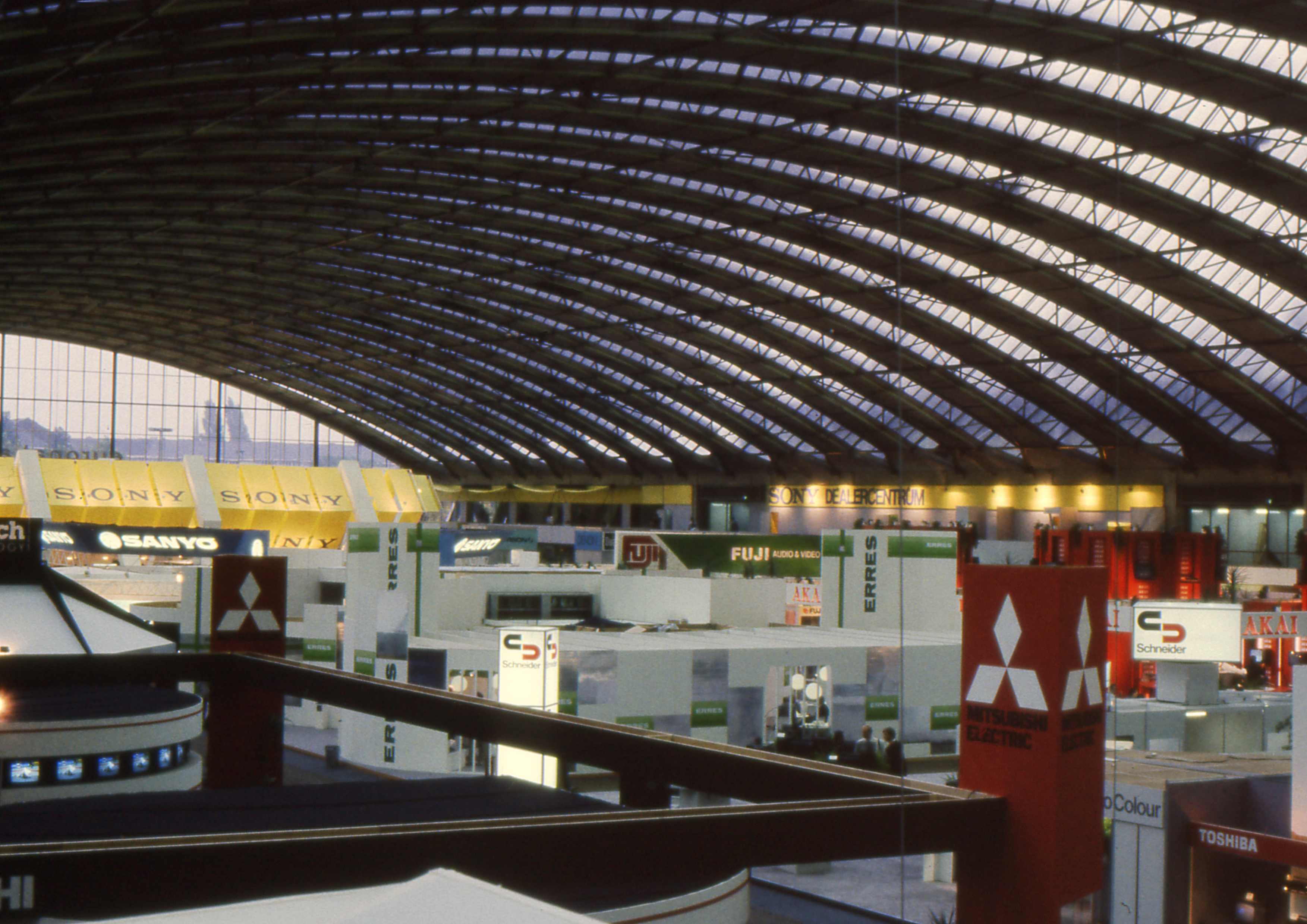
De Firato in 1990

De Firato was een Nederlandse, tweejaarlijkse tentoonstelling voornamelijk gericht op audio- en videoapparatuur. Een bekende primeur was de introductie van de kleurentelevisie in 1967. Daarbij werd  dagelijks een niet ondertitelde aflevering van de Thunderbirds, naast diverse live-uitzendingen als Voor de vuist weg met Willem Duys vanaf de Firato uitgezonden. Andere primeurs op de Firato waren de compact cassette, compact disc en Teletekst en de nimmer succesvolle quadrafonie.

## Geschiedenis
De Firato was een idee van Henk Kazemier en werd in 1950 voor het eerst gehouden in Bellevue in Amsterdam door de Fiar - Vereniging van Fabrikanten, Importeurs en Agenten op Radiogebied. In 1955 verhuisde de Firato naar de oude RAI en vanaf 1963 naar de huidige RAI. De beste jaren beleefde het evenement midden jaren tachtig met de introductie van de cd. Met meer dan 300.000 bezoekers was de 25e Firato in 1988 een absolute topper voor Amsterdam RAI en de FIAR. Journalist Wim van Bussel schreef bij die gelegenheid een historisch overzicht van de branche dat werd opgenomen in de catalogus van de beurs.
Alfred Pelger (en zijn vrouw June) voerden jarenlang de regie over de Firato en de begeleidende educatieve side show "Het Elektron". Het Elektron was bedoeld voor de jeugd om voor een technische opleiding te kiezen. Na het overlijden van Alfred Pelger nam Dave van Velzen, destijds directeur van Sony Nederland, het voorzitterschap van de branchevereniging over.
De populariteit van de Firato nam geleidelijk af. In 1996 werd de naam omgedoopt in Emotion (gespeld als @motion), met meer nadruk op multimedia, computers en internet. Dit werd een fiasco. Slechts 85.000 bezoekers brachten een bezoek aan Emotion terwijl er 200.000 verwacht werden. In 1998 werd de Firato onder eigen naam voor de laatste maal gehouden, waarbij plasmaschermen, beamers en dvd-spelers werden getoond.
De naam 'Firato' was de afkorting van: Fabrikanten en Importeurs van Radiotoestellen en Technische Onderdelen.